# Baía do Rei Haakon

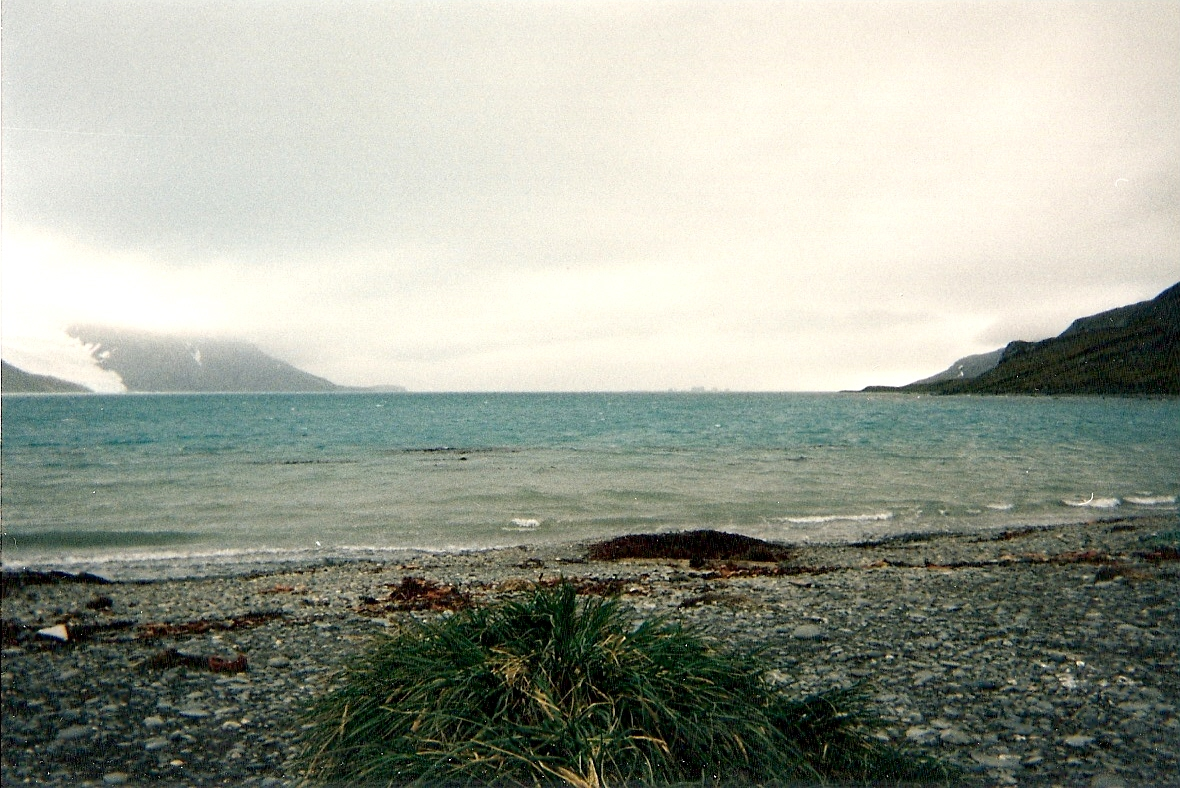
Vista da Baía do Rei Haakon

A Baía do Rei Haakon, or Enseada do Rei Haakon, é uma angra na costa do sul da ilha da Geórgia do Sul. A angra tem aproximadamente 8 milhas (13 km) de extensão e 2.5 milhas (4.0 km) de largura.
A angra recebeu o nome do Rei Haakon VII da Noruega por Carl Anton Larsen, o fundador de Grytviken. A Baía da Rainha Maud, que recebeu o nome de sua rainha, fica perto.
A Enseada Cave, que forma parte da baía, é melhor conhecida como o local de aterrissagem de Ernest Shackleton em maio de 1916 quando procurou ajuda para sua tripulação naufragada abandonada na Antártica com a Expedição Transantártica Imperial. Também acamparam na Ribanceira Peggotty na baía.